# Masatoshi Mihara
Masatoshi Mihara (三原 雅俊 Mihara Masatoshi?), född 2 augusti 1988 i Kumamoto prefektur, är en japansk fotbollsspelare.
Mihara började sin karriär 2006 i Sagan Tosu. 2007 flyttade han till Vissel Kobe. 2009 blev han utlånad till Zweigen Kanazawa. 2014 blev han utlånad till V-Varen Nagasaki. 2019 flyttade han till Kashiwa Reysol.